# Megachile calida
Megachile calida är en biart som beskrevs av Smith 1879. Megachile calida ingår i släktet tapetserarbin, och familjen buksamlarbin. Inga underarter finns listade i Catalogue of Life.